# Sandis Ozoliņš
Sandis Ozoliņš (* 3. August 1972 in Sigulda, Lettische SSR) ist ein ehemaliger lettischer Eishockeyspieler. Zwischen 1992 und 2008 war er für die San Jose Sharks, Colorado Avalanche, Carolina Hurricanes, Florida Panthers, Mighty Ducks of Anaheim und New York Rangers in der National Hockey League auf der Position des Verteidigers aktiv. Zwischen 2009 und 2014 lief er für Dinamo Riga und Atlant Mytischtschi in der Kontinentalen Hockey-Liga auf.

## Karriere

### Anfänge in Riga
Ozoliņš begann seine Karriere bei Dinamo Riga, wo er alle Jugendmannschaften durchlief. Nach seiner ersten Saison in der höchsten sowjetischen Spielklasse wurde er im NHL Entry Draft 1991 in der zweiten Runde an 30. Position von den neu gegründeten San Jose Sharks ausgewählt. Er war die insgesamt dritte Draft-Wahl in der Geschichte des Franchises. Nach einer starken Leistung Ozoliņš bei der Junioren-Weltmeisterschaft 1992 holten ihn die Sharks nach Nordamerika, wo der offensivstarke Verteidiger zunächst bei den Kansas City Blades, dem International-Hockey-League-Farmteam San Joses, eingesetzt wurde. Mit diesen gewann er am Ende der Saison 1991/92 den Turner Cup.

### Wechsel in die NHL
Zur Spielzeit 1992/93 holten die San Jose Sharks den Letten nach einer verheerenden ersten Spielzeit für das Team in den NHL-Kader. Als einer der wenigen konnte Ozoliņš auf Anhieb überzeugen und ihm gelangen bis Ende Dezember in 37 Spielen 23 Scorerpunkte. Eine Knieverletzung verhinderte jedoch die Fortführung der Saison für ihn und er kehrte erst zur Saison 1993/94 in den Kader zurück. Dort knüpfte er auf Anhieb an die starken Leistungen der Vorsaison an und erreichte in 81 Saisonspielen 64 Punkte, was bis heute immer noch ein gültiger Rookie-Verteidigerrekord für das Franchise San Joses ist. Des Weiteren gelang mit der Mannschaft die erstmalige Qualifikation für die Playoffs, woran Ozoliņš, gepaart mit dem Verteidiger Jeff Norton, seinem Landsmann Torhüter Artūrs Irbe, sowie den Stürmern Igor Larionow, Sergei Makarow und Ulf Dahlén großen Anteil hatte. Sie erreichten schließlich das Western Conference-Halbfinale, wo sie unglücklich gegen die Toronto Maple Leafs ausschieden. Zudem nahm Ozoliņš erstmals am NHL All-Star Game teil. Im darauffolgenden verkürzten Spieljahr 1994/95 konnte der Lette seine Offensivproduktion im Vergleich zum Vorjahr nicht steigern, obwohl die Mannschaft erneut in die Playoffs vorrückte. Im Oktober 1995, kurz nach dem Start der Saison 1995/96 transferierten die Sharks den Verteidiger zur Colorado Avalanche im Austausch für Owen Nolan. Colorado war dabei ein Team zusammenzustellen um den erstmaligen Gewinn des Stanley Cups zu verwirklichen, was am Ende des Spieljahres nach einem 4:0-Sweep über die Florida Panthers in der Finalserie schließlich auch gelang. Die Spielzeit 1997/98 brachte Ozoliņš bestes NHL-Jahr mit sich, als er in 80 Spielen 68 Punkte erzielte. Außerdem kehrte er aufgrund des NHL All-Star Game, für das er zum zweiten Mal nach 1994 nominiert worden war, nach San Jose zurück, das erstmals Austragungsort des Spiels war, und er wurde am Ende der Saison ins NHL First All-Star Team berufen. Der Lette blieb bis zum Sommer 2000 in Denver, ehe er in einem Transfergeschäft unter anderem für Bret Hedican zu den Carolina Hurricanes abgegeben wurde. Vor allem seine schwachen Auftritte im Defensivverhalten waren der dafür ausschlaggebende Faktor. In Carolina beeindruckte er mit seinen Leistungen nicht mehr so stark wie zu Beginn seiner NHL-Karriere und wurde deshalb im Verlauf des Spieljahres 2001/02 zu den Florida Panthers transferiert, die ihn nach einem Jahr, im Januar 2003, zu den Mighty Ducks of Anaheim schickten. In Anaheim stabilisierten sich seine Leistungen erstmals wieder und er hatte großen Anteil am überraschenden Erreichen des Stanley-Cup-Finales mit den Ducks, dass aber knapp in sieben Spielen gegen die New Jersey Devils verloren wurde. Ebenfalls nahm er zum insgesamt siebten Mal am NHL All-Star Game teil.

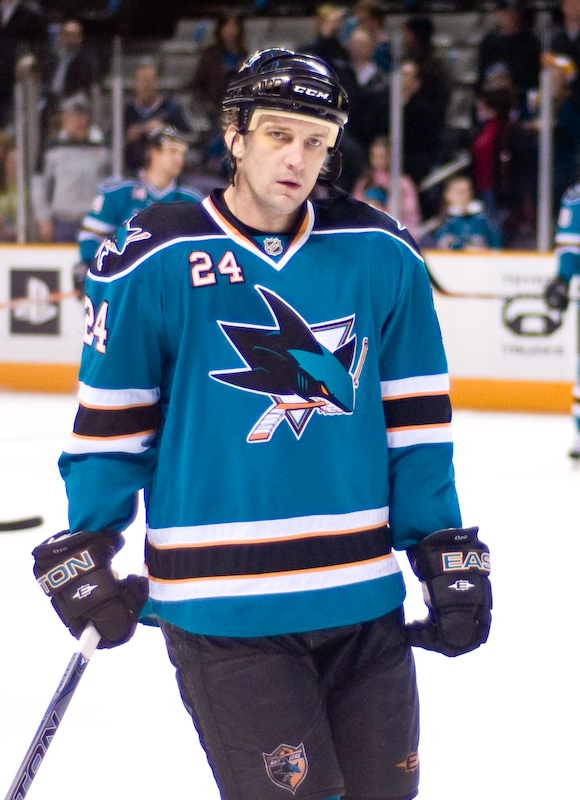
Ozoliņš im Trikot der San Jose Sharks

Nachdem er große Teile der anschließenden Saison wegen einer Schulterverletzung verpasst hatte, setzte er die gesamte Spielzeit 2004/05, die dem Lockout zum Opfer gefallen war, aus und unterschrieb nicht wie viele andere NHL-Profis einen Vertrag in Europa. Zur NHL 2005/06 kehrte der Verteidiger nach Anaheim zurück, machte jedoch im Dezember 2005 Schlagzeilen, als er eine Trainingseinheit und eine Serie von Auswärtsspielen verpasste. Daraufhin ließ er sich freiwillig ins NHL/NHLPA Substance Abuse & Behavioral Health Program aufnehmen. Nach sechs Wochen kam Ozoliņš aus dem Liga-Programm zurück und nahm das Training mit den Mighty Ducks wieder auf. So spielte er zunächst bei den Olympischen Winterspielen in Turin, ehe er im März 2006 zu den New York Rangers abgegeben wurde. Diese hatten ihn verpflichtet, um durch seine Offensivfähigkeiten eine weitere Option im Powerplay zu haben. Die Hoffnungen des Rangers-Managements erfüllten sich nicht, da Ozoliņš weiterhin mit privaten Problemen zu kämpfen hatte und im Mai 2006 zum zweiten Mal ins Substance Abuse Program der Liga ging, nachdem er betrunken Auto gefahren war. Im Dezember 2006 im Verlauf der Saison 2006/07 waren die Team-Offiziellen mit ihrer Geduld am Ende und setzten den überbezahlten Verteidiger auf die Waiver-Liste, in der Hoffnung, dass ihn von dort ein anderes Team auswählte und diese somit einen Teil seines Gehaltes übernahmen. Da dies nicht geschah, schickten ihn die Rangers in ihr American-Hockey-League-Farmteam, dem Hartford Wolf Pack. Der Lette verweigerte jedoch den Wechsel, ließ sich auf die Verletztenliste setzen und bestritt kein weiteres Spiel mehr. Dadurch, dass sein Vertrag im Sommer 2007 auslief und Ozoliņš ohne Mannschaft für die neue Saison dastand, unterbreitete ihm sein Ex-Team aus San Jose einen Probevertrag. Problematisch war dabei, dass er, aufgrund der Teilnahme am Substance Abuse Program, bis zum 10. Oktober 2007 keinen neuen Vertrag unterschreiben und auch keine Spiele bestreiten durfte, und sich somit lediglich durch seine Trainingsleistungen für einen neuen Vertrag empfehlen konnte. Am 20. Oktober 2007 wurde er schließlich auf Basis eines sechstägigen Professional Tryout Agreements verpflichtet und für zwei Spiele bei den Worcester Sharks, dem Farmteam San Joses, eingesetzt. Eine Woche nach Auslauf des Tryout-Vertrages, am 2. November 2007, und als alle Formalitäten wegen der vorangegangenen Suspendierung des Letten mit der Ligaleitung geklärt waren, nahmen die San Jose Sharks, für die er 15 Jahre zuvor sein NHL-Debüt gegeben hatte, den Verteidiger für den Rest der Spielzeit unter Vertrag. In den ersten beiden Dritteln des Spieljahres kam er so zu 39 Einsätzen für San Jose und verbuchte dabei 16 Punkte. Jedoch verlor er zum Ende der Saison seinen Platz im Kader und wurde nicht weiter eingesetzt.

### Rückkehr nach Europa und Karriereende (2009–2014)

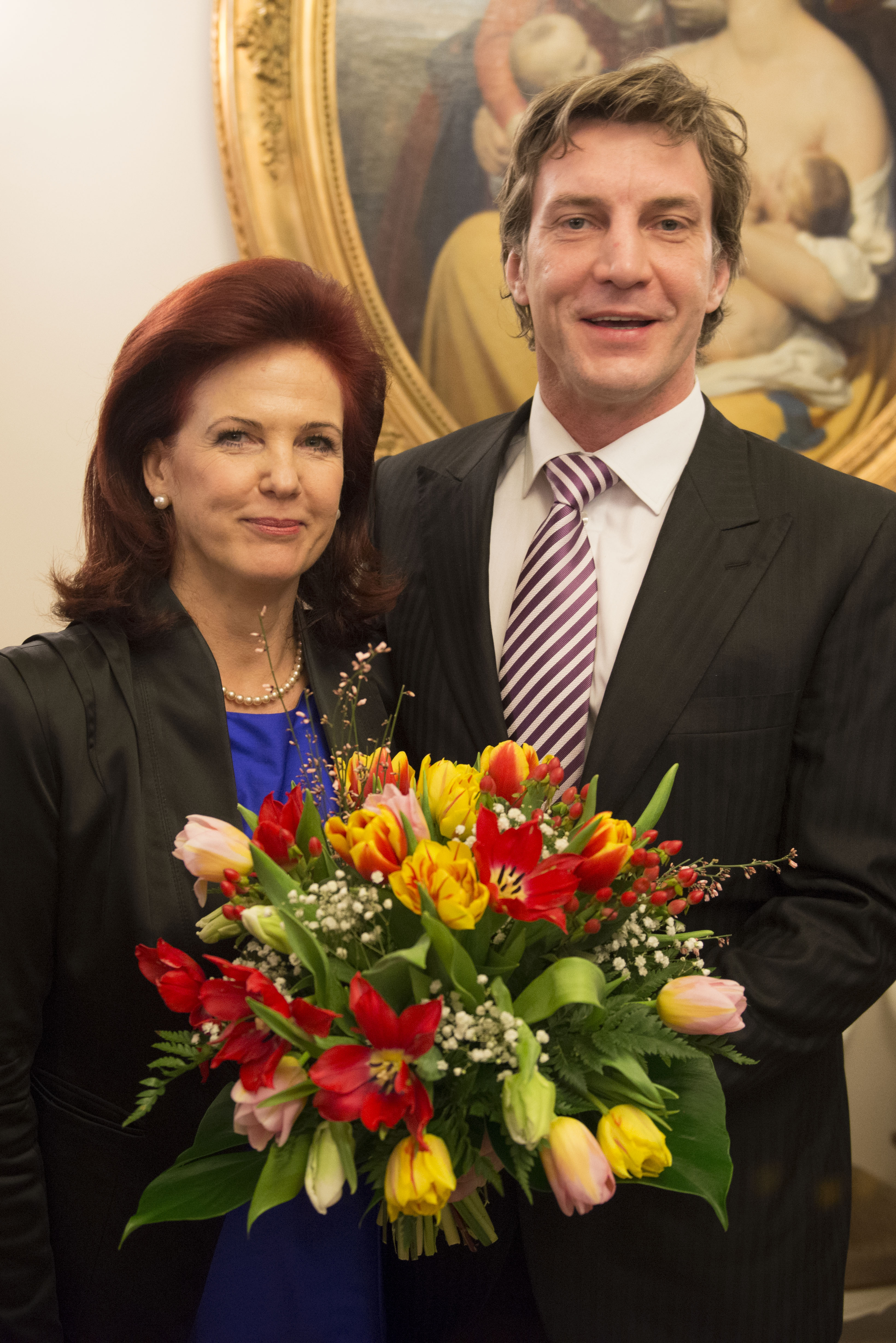
Sandis Ozoliņš und Solvita Āboltiņa, Februar 2014

Im Anschluss an sein Engagement in San Jose erhielt der Lette kein neues Angebot und pausierte ein Jahr, ehe ihn im Juli 2009 Dinamo Riga aus der Kontinentalen Hockey-Liga unter Vertrag nahm, das Team, bei dem er das Eishockeyspielen erlernt hatte. Dort fungierte der Verteidiger bis 2012 als Mannschaftskapitäns, ehe sein Vertrag auslief. Im September 2012 wurde er von Atlant Mytischtschi verpflichtet, wo er ebenfalls als Kapitän agierte. Im Mai 2014 kehrte er abermals zu Dinamo zurück und spielte die letzte Saison seiner Profikarriere, wieder als Kapitän, bevor er im Mai 2015 sein endgültiges Karriereende verkündete. zuvor war er der lettischen Partei Latvijas attīstībai beigetreten und ließ sich für die Parlamentswahl in Lettland 2014 aufstellen.
Ozoliņš hält bei den San Jose Sharks und der Colorado Avalanche jeweils die Franchise-Rekorde für die meisten Punkte eines Verteidigers innerhalb einer Saison. In San Jose steht der Rekord bei 64 Punkten und in Colorado bei 68.
In Anerkennung seiner Leistungen um den lettischen Eishockeysport erhielt er 2014 den lettischen Drei-Sterne-Orden.

### International
Ozoliņš nahm mit der sowjetischen Nationalmannschaft an den Junioren-Weltmeisterschaften 1991 und 1992 teil. Bei seiner ersten Teilnahme konnte er mit der Mannschaft die Silbermedaille gewinnen, ehe im Jahr darauf der Gewinn der Goldmedaille gelang, obwohl die Sowjetunion während des Turnieres aufgelöst wurde und das Team als Gemeinschaft Unabhängiger Staaten (GUS) weiterspielte. Da Lettland nicht zu diesem Länderzusammenschluss gehörte, mit Ozoliņš und Sergejs Žoltoks aber zwei Letten im GUS-Team standen, legten die andere Turniermannschaften Protest ein. Dieser wurde jedoch abgewiesen.
Bei der Weltmeisterschaft 2001 lief Ozoliņš erstmals für sein Heimatland auf. Des Weiteren nahm er an den Olympischen Winterspielen 2002, der Weltmeisterschaft 2002, der Olympiaqualifikation 2005 und den Olympischen Winterspielen 2006 teil. Sein letztes großes internationales Turnier waren die Olympischen Winterspiele 2014 in Sotschi, bei denen er als Kapitän der lettischen Auswahl das Viertelfinale erreichte.

### Als Trainer
Während der Saison 2016/17 wurde Ozoliņš zum Assistenztrainer von Dinamo Riga ernannt, ehe er im Mai 2017 zum Cheftrainer befördert wurde. Nach einer Niederlagenserie zu Beginn der Saison 2017/18 wurde er von Dinamo Riga Ende September 2017 entlassen.
Seit Januar 2019 ist er Co-Trainer bei Torpedo Nischni Nowgorod.

## Erfolge und Auszeichnungen
| - 1992 Turner-Cup-Gewinn mit den Kansas City Blades - 1994 Teilnahme am NHL All-Star Game - 1996 Stanley-Cup-Gewinn mit der Colorado Avalanche - 1997 NHL First All-Star Team - 1997 Teilnahme am NHL All-Star Game - 1998 Teilnahme am NHL All-Star Game - 2000 Teilnahme am NHL All-Star Game - 2001 Teilnahme am NHL All-Star Game | - 2002 Teilnahme am NHL All-Star Game - 2003 Teilnahme am NHL All-Star Game - 2010 Teilnahme am KHL All-Star Game - 2010 KHL-Verteidiger des Monats September - 2011 Teilnahme am KHL All-Star Game - 2011 All-Star-Team des Spengler Cup - 2012 Teilnahme am KHL All-Star Game - 2014 Teilnahme am KHL All-Star Game |

### International
- 1991 Silbermedaille bei der Junioren-Weltmeisterschaft
- 1992 Goldmedaille bei der Junioren-Weltmeisterschaft

## Karrierestatistik

### International
| Vertrat die UdSSR bei: - Junioren-Weltmeisterschaft 1991 Vertrat die GUS bei: - Junioren-Weltmeisterschaft 1992 | Vertrat Lettland bei: - Weltmeisterschaft 2001 - Olympischen Winterspielen 2002 - Weltmeisterschaft 2002 | - Olympischen Winterspielen 2006 - Qualifikation für die Olympischen Winterspiele 2014 - Olympischen Winterspielen 2014 |

(Legende zur Spielerstatistik: Sp oder GP = absolvierte Spiele; T oder G = erzielte Tore; V oder A = erzielte Assists; Pkt oder Pts = erzielte Scorerpunkte; SM oder PIM = erhaltene Strafminuten; +/− = Plus/Minus-Bilanz; PP = erzielte Überzahltore; SH = erzielte Unterzahltore; GW = erzielte Siegtore; 1 Play-downs/Relegation; Kursiv: Statistik nicht vollständig)

## Sonstiges
Ozoliņš ist Besitzer der Eishockeymannschaft HK Vilki OP Riga, die an der Amateurliga Lettlands teilnimmt. Zudem ist er Gründer des Ozo Golf Club, dem ersten 18-Loch-Golfplatz Lettlands.